# Harihar
Harihar är en stad i den indiska delstaten Karnataka, och tillhör distriktet Davanagere. Folkmängden uppgick till 77 447 invånare vid folkräkningen 2011, med förorter 90 502 invånare.